# Jardin zoologique du Québec
Le Jardin zoologique du Québec est un ancien parc zoologique situé dans l'arrondissement de Charlesbourg, à Québec. Ouvert en 1931, il est fermé depuis le 31 mars 2006. Une partie de ses terrains est ouverte au public sous le nom de Parc des Moulins.

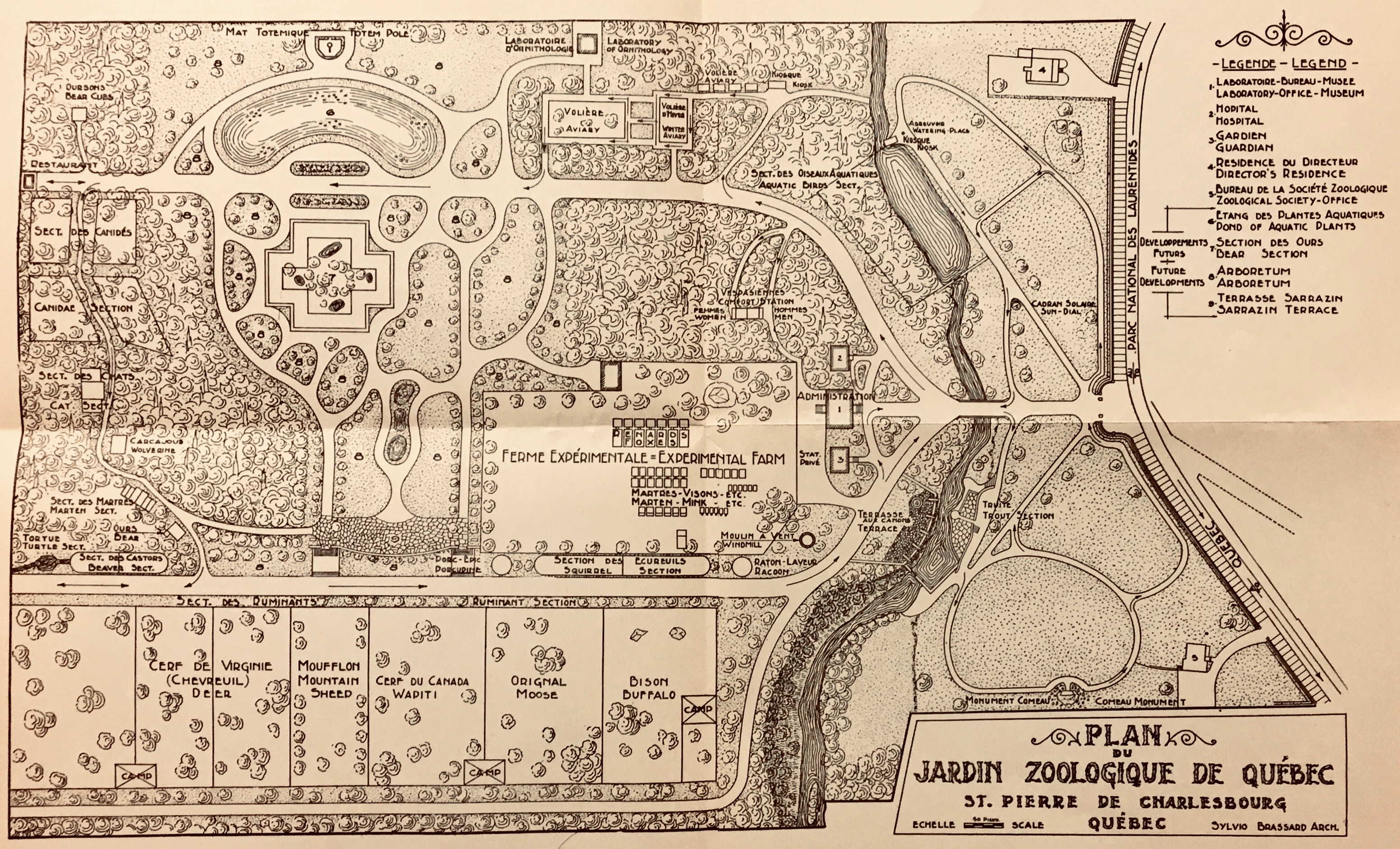
Plan de Sylvio Brassard, architecte

## Histoire

### Fondation

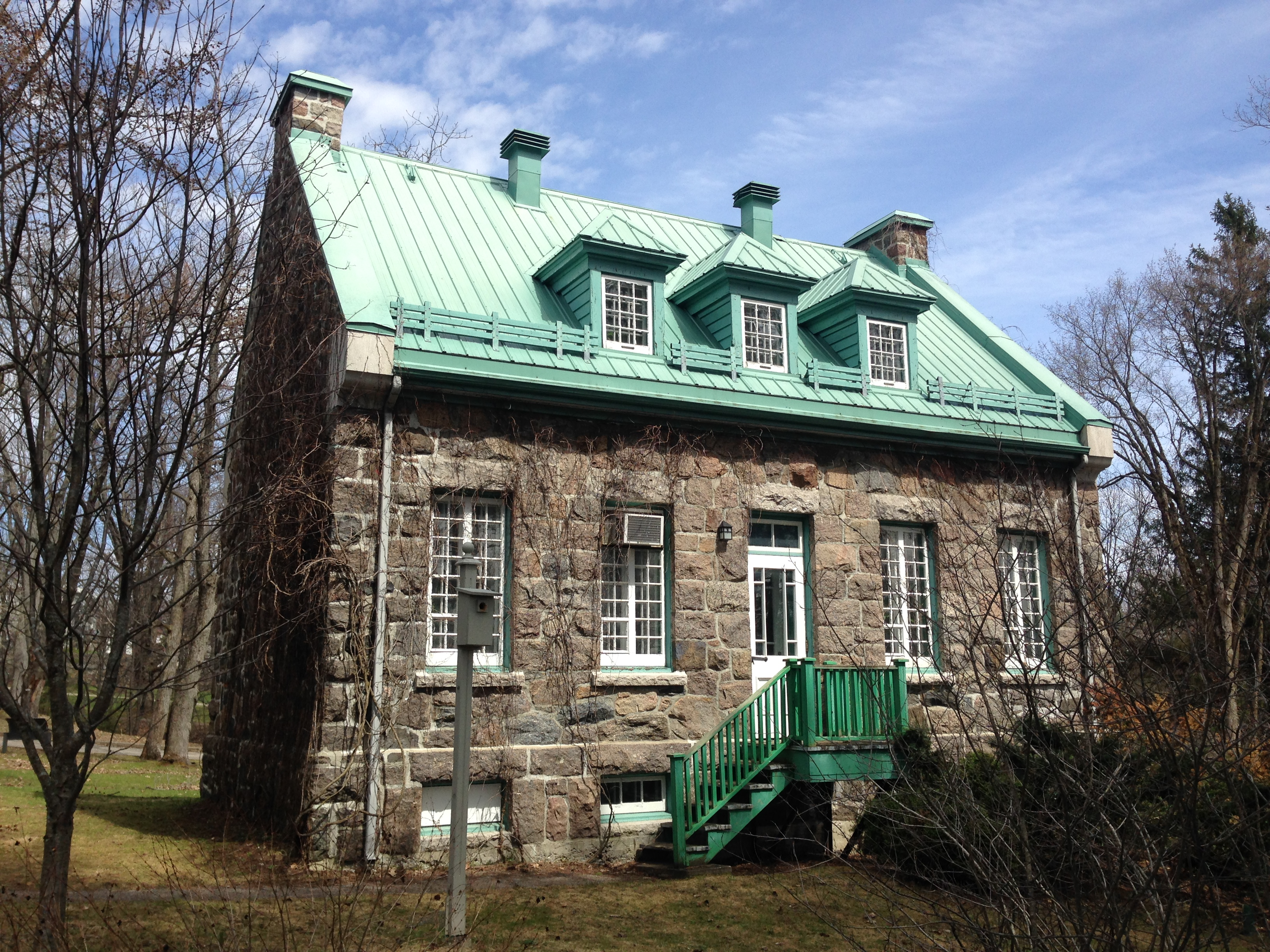
La Maison Cayouette, construite en 1931-1932 pour loger l'intendant et gardien du Jardin zoologique.

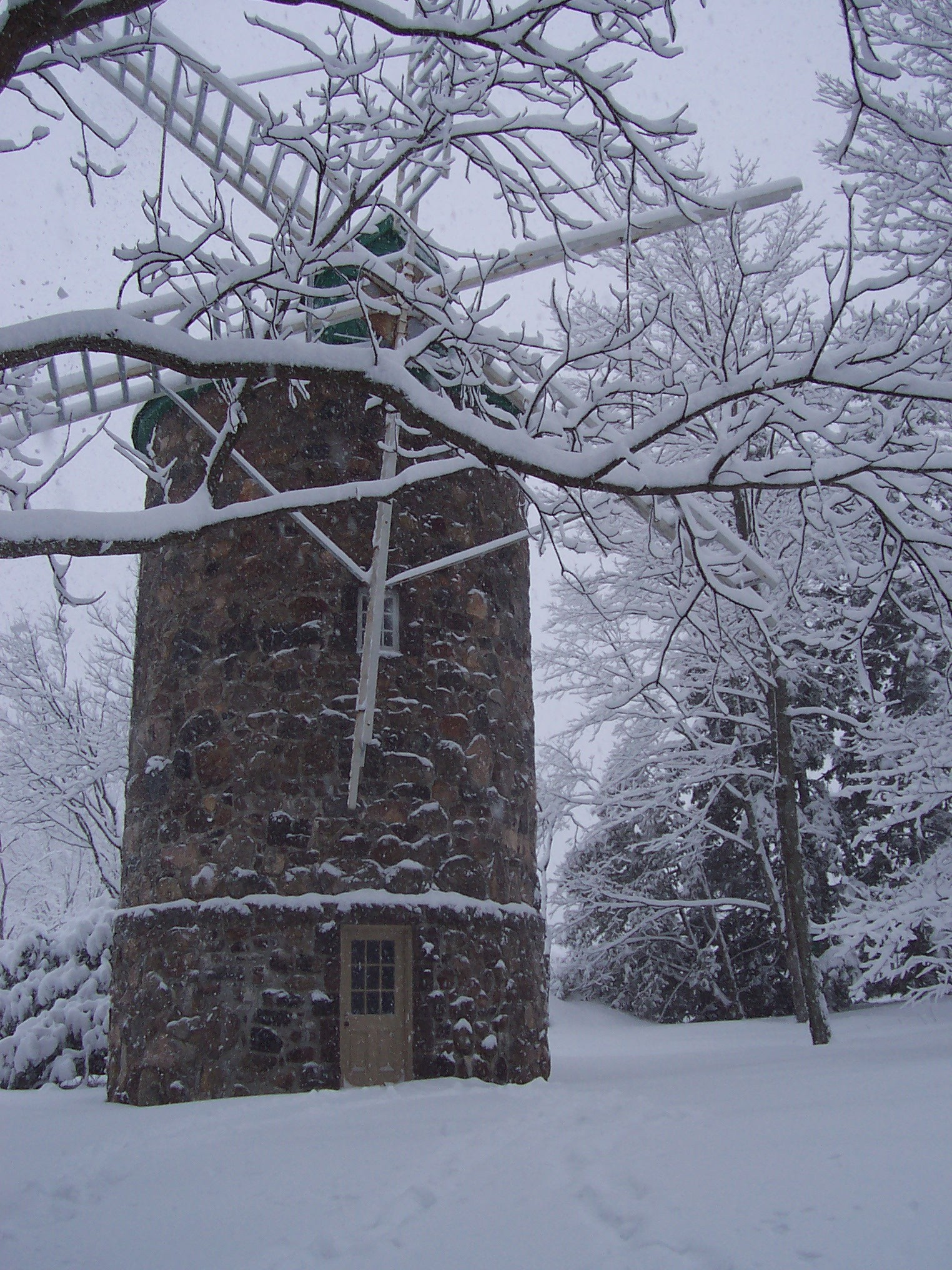
Réplique d'un ancien moulin à vent construite en 1932 sur le site du zoo.

Le jardin zoologique du Québec fut fondé en 1931, sous l'impulsion des ministre et sous-ministre québécois à la Colonisation, la Chasse et les Pêcheries, MM. Hector Laferté et Louis-Arthur Richard lorsqu'il fut décidé d'ajouter une mission de conservation zoologique à un projet de ferme expérimentale d'élevage d'animaux à fourrure. Les premiers animaux sont introduits dès l'ouverture du parc en 1931, qui compte à ce moment des bâtiments administratifs, une zone réservée aux cages des animaux à fourrure et des enclos pour les grands herbivores.
En 1938, à la suite des dommages causés par la crue de la rivière du Berger qui traverse le zoo, celle-ci est réaménagée et de nouveaux bâtiments sont érigés, dont des quartiers d'hiver pour des oiseaux.

### La grande époque
Les années 1950 et 1960 sont riches en aménagements sur le site: grand pavillon pour les primates et les fauves, nombreux enclos dont certains pour les ours polaires, les loutres, les marmottes; jardins français; étang pour les flamants et les canards, etc. Les années 1970 voient entre autres l'apparition de la petite ferme, d'enclos pour les loups et coyotes et de volières. Durant toute cette période, l'aménagement horticole du site est constamment en évolution.
Au moment d'accueillir son 15 millionième visiteur, en 1997, le jardin zoologique compte un grand nombre d'espèces animales: fauves (lion, puma, jaguar...), ours (ours polaire, ours noir, ours grizzly...), grands herbivores (bison, orignal, cerf de Virginie, lama...), oiseaux (passereaux, hiboux, oiseaux de proie, flamants, oiseaux aquatiques...), une collection de primates, des mustélidés, etc. Cependant, ses installations sont devenus vieillottes et ne répondent plus aux standards internationaux de conservation d'espèces animales. De plus, le gouvernement québécois s'interroge sur la pertinence de continuer à financer année après année un jardin zoologique, qui plus est ne fait pas ses frais.

### Lenouveaujardin zoologique

Plusieurs avenues sont envisagées à la fin des années 1990, dont la fermeture ou la vente du jardin zoologique, mais la solution qui prévaudra sera la constitution de la Société des parcs de sciences naturelles du Québec qui aura pour objectif la gestion et la rénovation du zoo, mais également du Parc-Aquarium du Québec.
Après deux années de fermeture pour les rénovations, le nouveau jardin zoologique du Québec ouvre ses portes en 2002. Il est davantage orienté vers la mise en valeur des jardins, les oiseaux et les petits mammifères (bien que certaines espèces plus « grandes » aient été conservées) afin de ne pas compétitionner les créneaux d'autres jardins zoologiques québécois[réf. nécessaire], en particulier ceux de Saint-Félicien (faune boréale) et celui de Granby (grands mammifères, faune africaine). Les ambitieux objectifs de fréquentation ne sont pas atteints. On évoque que la nouvelle orientation déçoit certains visiteurs et que les coûts d'entrée, en particulier pour une famille, sont considérés trop élevés; ceux-ci sont alignés sur les prix d'entrée d'attractions comparables mais ont considérablement augmenté par rapport aux coûts avant la rénovation. La direction réagira les années suivantes en réduisant le prix d'entrée de manière générale, en offrant l'entrée gratuite aux enfants des familles résidant Québec et en bonifiant progressivement l'offre en mammifères du parc. Lors de la dernière année d'opération complète du jardin zoologique, le zoo compte 63 employés et 165 800 visiteurs passeront les tourniquets.

### La fermeture
Le 30 novembre 2005, le ministre provincial responsable de la région de Québec, Michel Després, annonce la fermeture du jardin zoologique en 2006, le transfert de certaines activités au Parc-Aquarium du Québec et la transformation du site en parc floral. Les pertes financières et les baisses de fréquentation depuis la réouverture sont les raisons présentées pour cette fermeture. Aussitôt, des protestations sont entendues dans le public (les pages d'opinion et éditoriales des journaux sont entre autres entièrement consacrées pendant plusieurs jours à du courrier concernant cette annonce, en forte majorité contre la transformation de la vocation du site) et une coalition est formée par des hommes d'affaires de Québec, des politiciens municipaux et des membres de la société zoologique de Québec afin de faire infléchir le gouvernement.
Le 17 janvier 2006, il est annoncé que la fermeture du zoo de Québec coûtera près de 24 millions, soit la somme nécessaire pour qu'il soit conservé ouvert pendant 5 ans, et que le gouvernement a mis en réserve ce montant en prévision de la fermeture. Les opposants au projet de fermeture avanceront que cette somme permettrait de conserver le jardin zoologique ouvert le temps que la deuxième phase de son expansion soit mise en oeuvre.
Le 20 janvier 2006 la mairesse de Québec, Andrée P. Boucher et le ministre provincial responsable de la Capitale-Nationale, Michel Després, annoncent que le Zoo et l'Aquarium changent de propriétaire. En effet, le Gouvernement du Québec cède les installations à la Ville de Québec et à la SÉPAQ. En ce sens, la fermeture du Zoo est donc évitée grâce aux protestations de la population du Québec et du secteur touristique et des affaires de la région. Cependant, le 21 mars, il est annoncé que la ville de Québec n'a pas pu s'entendre avec les MRC voisines et la ville de Lévis pour le partage des coûts d'exploitation et le ministre Despré a alors annoncé la fermeture du jardin zoologique pour le 31 mars 2006. Le 26 mars, une manifestation rassemblant environ 5000 citoyens, dont Agnès Maltais du Parti québécois, Ann Bourget du RMQ et Gilles Duceppe du Bloc québécois, s'est tenue au zoo afin de protester contre sa fermeture prochaine, qui accompagne la pétition de 55 000 noms déposée à l'Assemblée nationale appuyant le zoo. L'éditorialiste Pierre-Paul Noreau du journal Le Soleil affirmait dans son éditorial  pouvoir tapisser des pages avec les lettres des citoyens sur le zoo, dans 9 cas sur 10 en faveur de son maintien, et pour la plupart des signatures de gens qui ne sont pas des habitués des pages d'opinions.
Le 31 mars 2006, le zoo ferme ses portes, bien que divers groupes de citoyens continuent les actions afin de promouvoir sa réouverture (levée de fonds populaire menées par des citoyens de Québec et des écoliers qui atteindra la somme de 55 000 $ en dons personnels, motion de l'opposition à l'hôtel de ville de Québec début avril, rédaction d'un plan d'affaire pour la reprise du site, etc.). Le 10 avril 2006, Mario Dumont, chef du parti politique provincial de l'Action démocratique du Québec, annonce son soutien à la Société zoologique de Québec afin que celle-ci reprenne en charge le zoo pour une réouverture éventuelle. Il est suivi par Jack Layton, chef au fédéral du Nouveau Parti démocratique du Canada, qui demande au premier ministre Stephen Harper de soutenir le zoo, sans succès.

## Depuis la fermeture

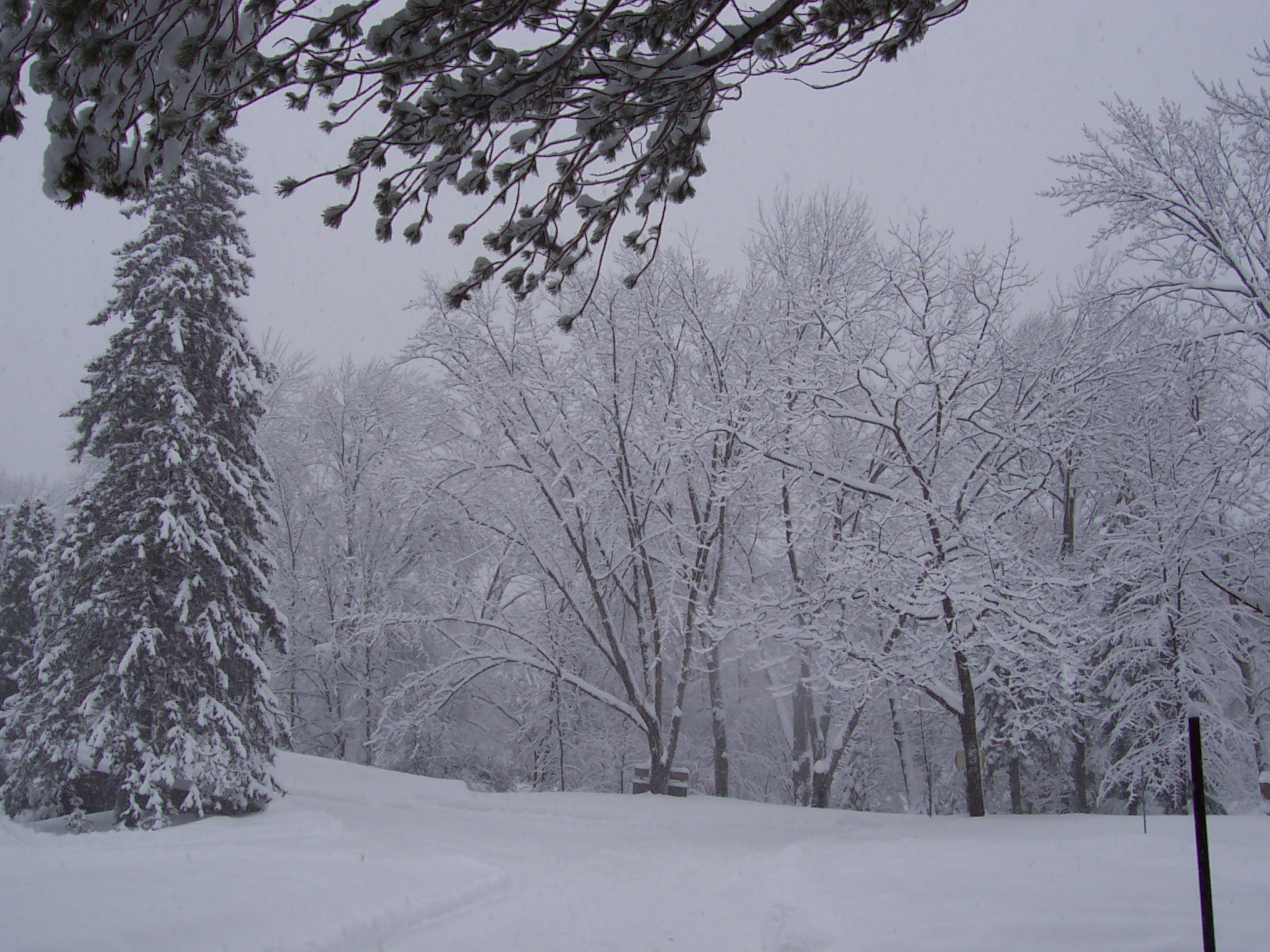
Scène d'hiver au détour d'un chemin de promenade au Jardin zoologique du Québec

En mai 2006, les premiers pensionnaires quittent le site: les deux léopards de l'Amour et un chat-pêcheur. D'autres spécimens quittent en juin pour le zoo de Granby (lémurs, suricates, alpagas) et un centre zoologique de Sainte-Anne-de-Bellevue. Le Zoo de Saint-Félicien annonce également qu'il recevra certains animaux provenant de Québec.
Le 9 juin 2006, la mairesse Boucher accepte une proposition du ministre responsable de la Société des établissements de plein air du Québec, Claude Béchard, de transformer la serre indo-australienne en mini-zoo et d'y transférer quelques animaux en plus de ceux qui s'y trouvent déjà, pour un coût ne dépassant pas deux millions de dollars canadiens, soit le montant qui aurait servi à sa démolition. La Société zoologique de Québec est pressentie pour en devenir le gestionnaire et un accès à prix modique est prévu à partir d'août 2006. Le 25 janvier 2007, le journal Le Soleil révèle que ce « mini-zoo » ne verra finalement pas le jour et que les derniers animaux restants seront offerts à d'autres jardins zoologiques, le gouvernement ne voulant pas assumer les frais d'un équipement possiblement déficitaire. Le 24 janvier, les animaux hébergés dans la serre sont rendus disponibles à d'autres établissements, bien que la serre ayant coûté 25 millions de dollars canadiens à construire ne soit pas démolie.
Le 2 septembre 2006, le Parc des moulins est officiellement ouvert, sous l'égide de la Commission de la capitale nationale,. Ce parc occupe une partie des terrains de l'ancien jardin zoologique à l'est de la rivière du Berger, zone dont les attractions animales étaient pratiquement inexistantes, à part la petite ferme. Ce parc, dont l'entrée est gratuite, porte ce nom puisque entre le milieu du XVIIIe siècle et le début du XXe siècle, pas moins de 7 moulins à eau y ont été érigés.
Lors de la campagne pour l'élection générale québécoise de 2007, plusieurs déclarations quant à l'avenir du site du jardin zoologique ont été reportées. La députée Agnès Maltais et le Parti québécois ont annoncé dans leur plate-forme régionale que, sans nécessairement faire revivre le zoo, ils prévoyaient la mise en œuvre d'un projet récréotouristique sur l'ancien site du jardin zoologique. Lors d'un débat entre des représentants des trois principaux partis politiques, le candidat de l'Action démocratique du Québec Éric Caire déclare que  « C'est pas avec des cabanes à oiseaux qu'on fait du développement économique »; son chef Mario Dumont croyant quant à lui que les précédents partis au pouvoir étaient responsables de la fermeture qu'on pouvait voir « s'il y a moyen, avec des nouveaux partenaires, de repartir ça d'une façon que ça puisse fonctionner ». Les candidats libéraux de la région de la Capitale-Nationale n'ont pas fait de déclarations sur le jardin zoologique, mais le candidat Karl Blackburn du Saguenay-Lac-Saint-Jean, en réitérant son appui au Zoo de Saint-Félicien, s'est engagé à ne pas rouvrir le zoo de Québec. Finalement, le parti Québec solidaire s'est prononcé en faveur de la réouverture et du réaménagement du Jardin zoologique du Québec  sous la forme d'un « Musée national du vivant » et d'un parc floral.

### Les années 2020
Le 9 décembre 2021, il est annoncé la destruction de la serre indo-australienne et du pavillon des fauves et des primates pour des raisons économiques. Le coût du rachat et de la rénovation de la serre s'élèverait à 7.5 M$ a elle seule. La destruction de la serre a eu lieu début 2022. Deux écoles, une primaire et une secondaire, sont en cours de construction sur le site de l'ancien zoo,,.

## Attraits
Le Jardin zoologique du Québec compte l'année de sa fermeture 5 jardins thématiques et 7 zones d'exposition animales, présentant 750 spécimens de 300 espèces animales différentes.

### Les jardins
- Les jardins de l'étang, face à l'entrée principale, entoure les étangs où s'ébattent les flamands et les canards, et compte parmi sa composition rhododendrons et iris.
- Le jardin de la fontaine, planté de fleurs annuelles, fait face au Conservatoire et entoure une fontaine en demi-sphère où les visiteurs (particulièrement les enfants) peuvent se rafraîchir.
- Le jardin des senteurs, face au bassin des manchots, compte de multiples plantes choisies pour leurs propriétés odoriférantes.
- Le jardin de l'envol, sur une montée près de l'aire de spectacles, présente des graminées et des conifères.
- Le jardin de la rivière complète les arbres matures des berges de la rivière Duberger par des plantations florales, dont un secteur consacré aux hémérocalles et une volière à papillons.

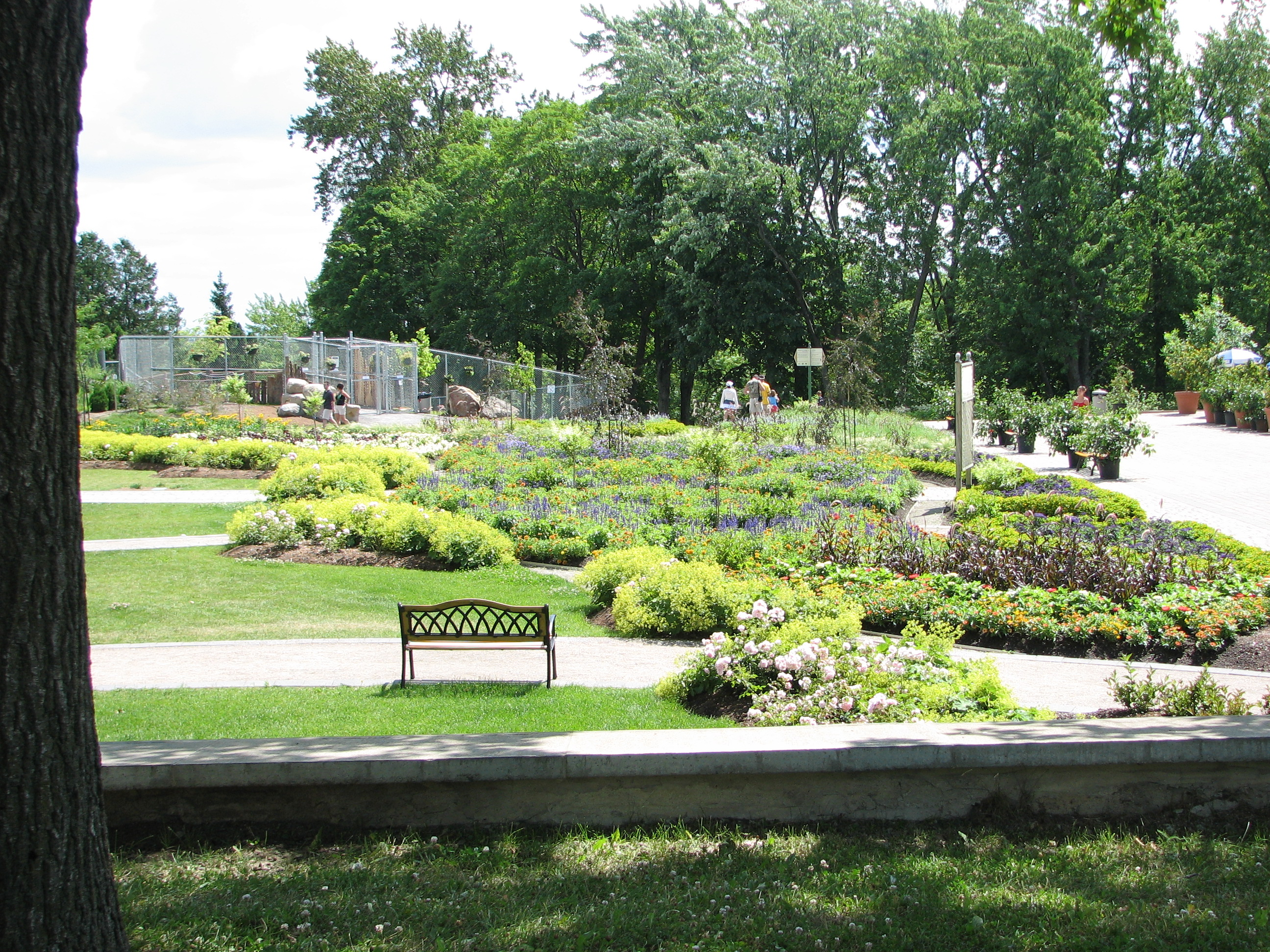
Le jardin de la fontaine; au fond, l'enclos des wallabies
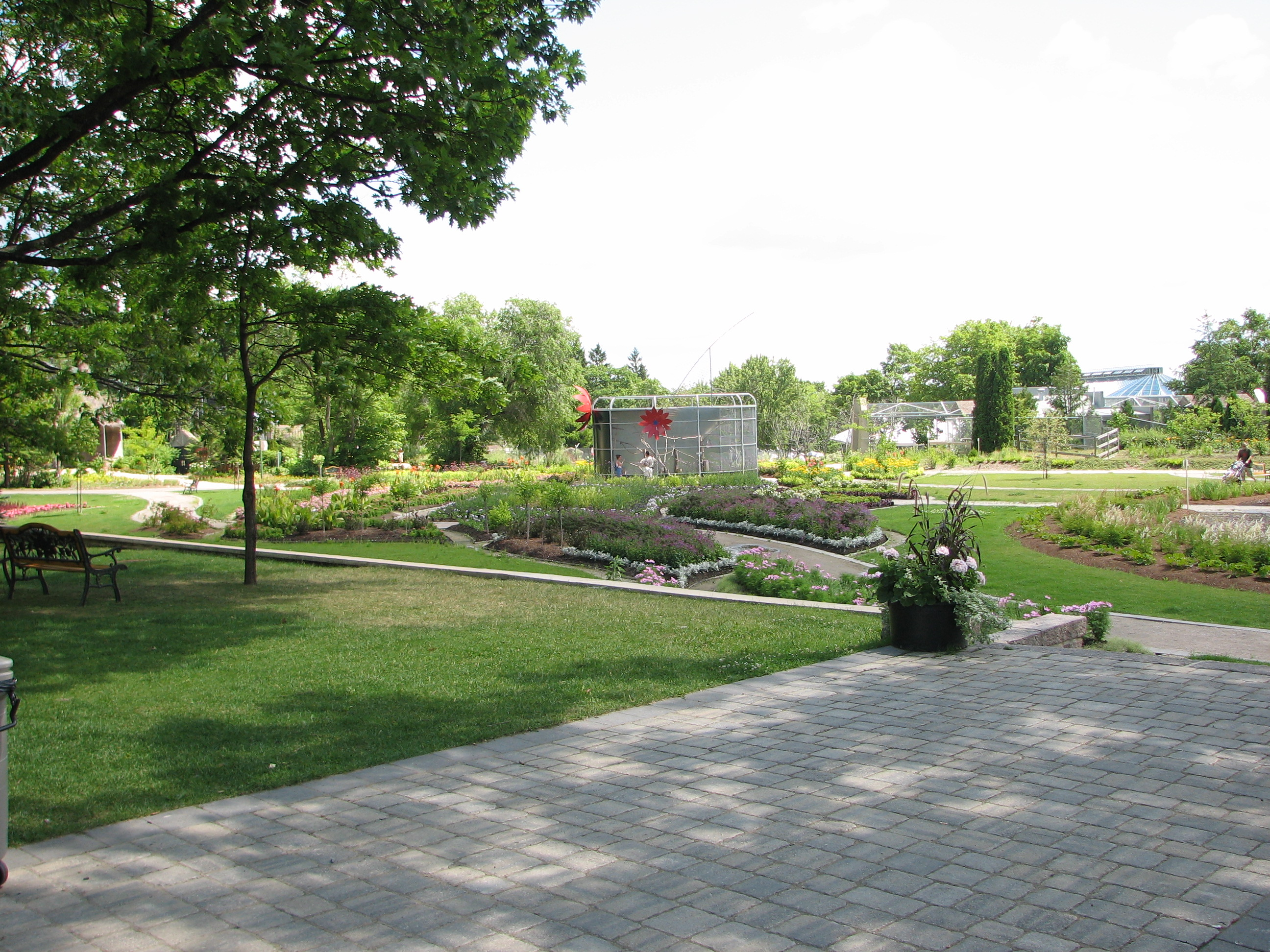
Le jardin de la fontaine; on peut voir le dôme de la serre indo-australienne en haut à droite
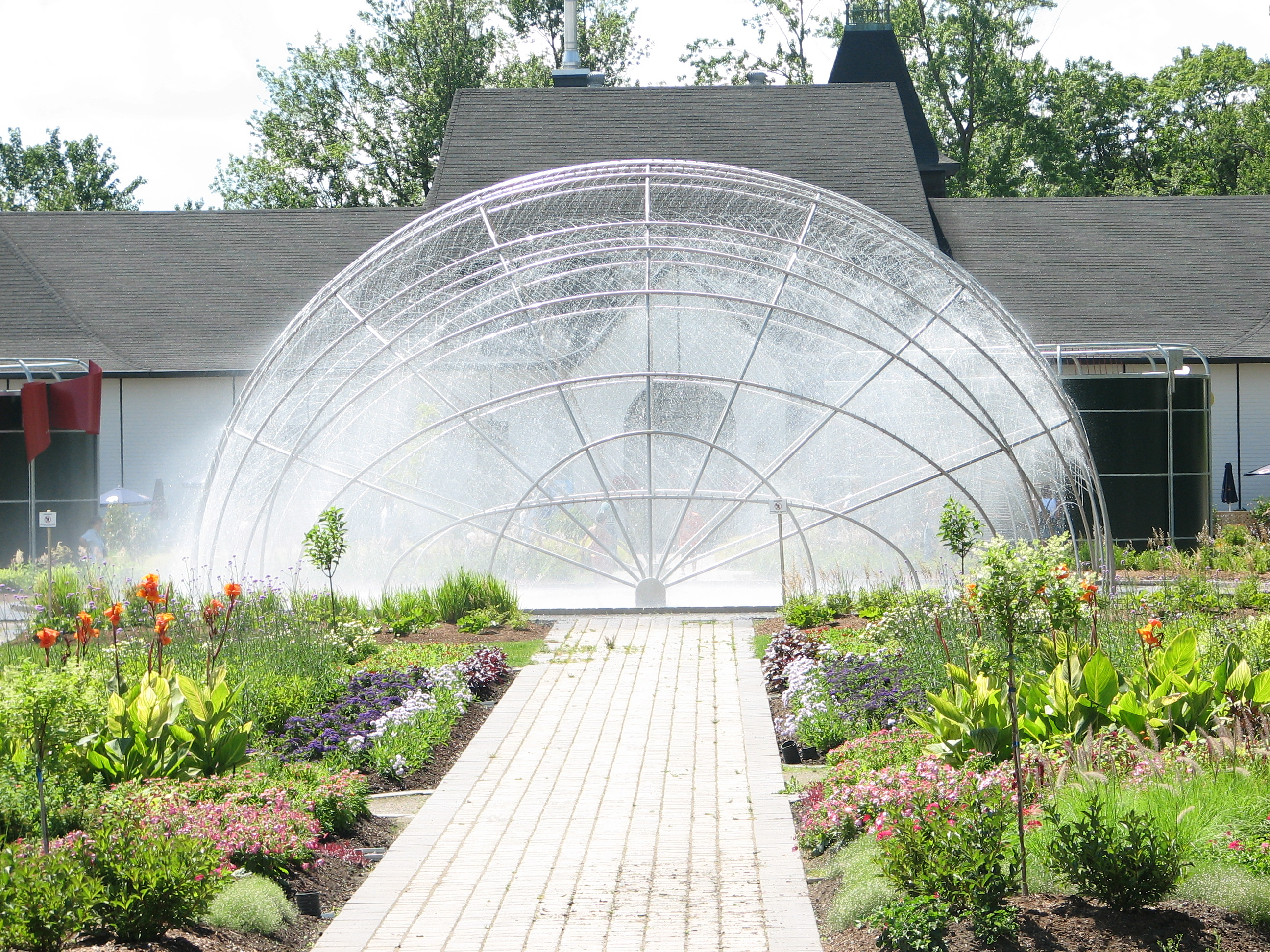
La fontaine du jardin du même nom devant le Conservatoire
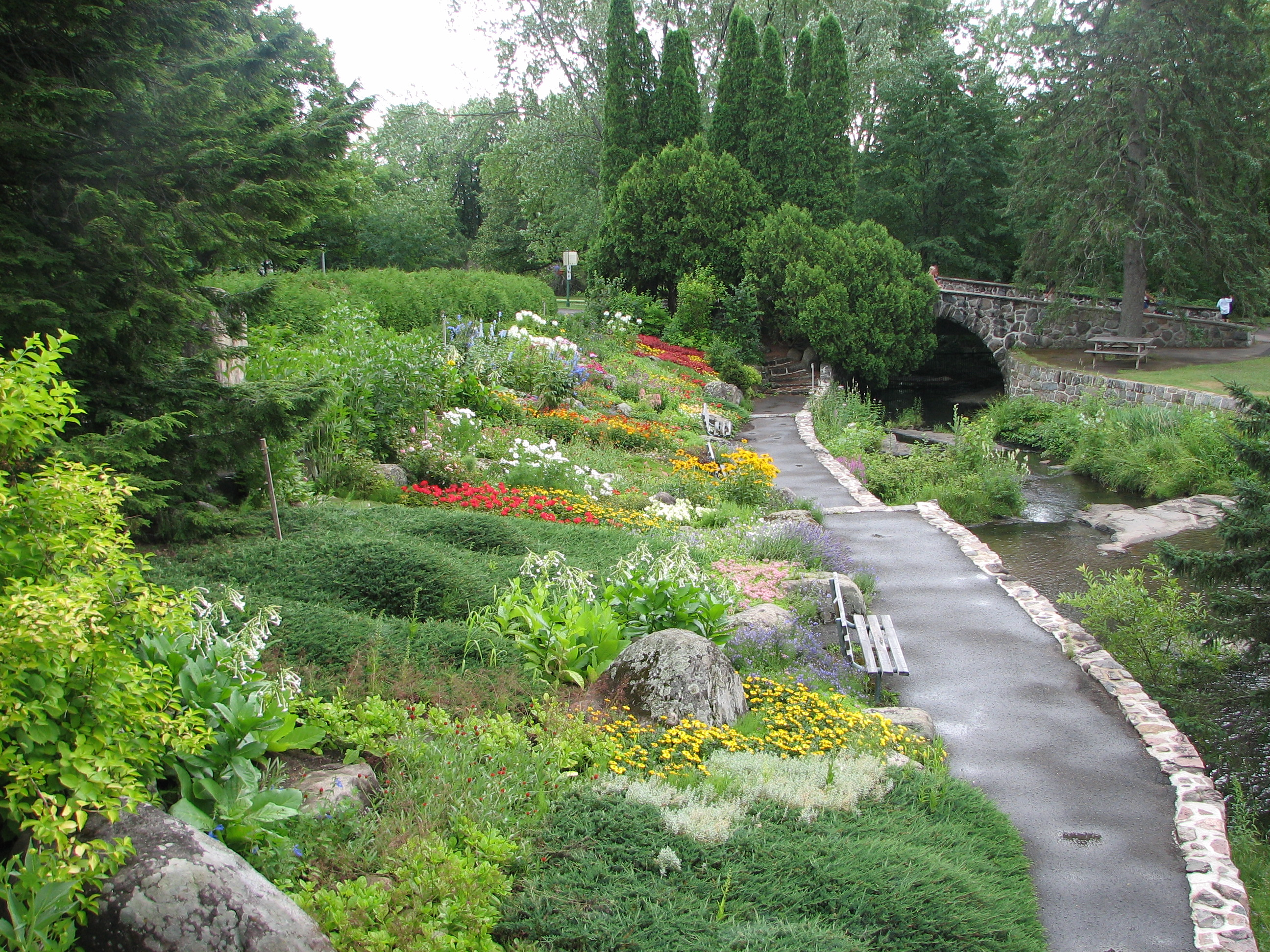
La grande rocaille du parc des Moulins au bord de la rivière du Berger.

### Les attraits animaliers
- Les volières et étangs : la zone près de l'entrée est riche en volières et en espaces réservés aux oiseaux aquatiques. Des flamants et des cygnes noirs accueillent les visiteurs, les canards et pélicans s'ébattent sur une zone réservée de la rivière du Berger, les oiseaux de proie (buse, harfang des neiges, aigle…) et échassiers ont également leur volières.
- Le conservatoire : l'ancien pavillon des primates compte maintenant de grandes volières, dont certaines où l'on peut circuler, présentant des oiseaux exotiques ou originaires du Québec, de petits primates et des reptiles. Autour du conservatoire, on compte des enclos pour les wallabies, les léopards de l'Amour, les léopards des neiges, les bouquetins et les condors. Face à l'entrée sont situées les volières des perroquets.
- La côte des ours n'avait pas encore été rénovée à la fermeture et présente ours polaire, ours noir et grizzly.
- Les sentiers de l'Afrique : on y retrouve des enclos pour les suricates, les chimpanzés, les chèvres de Nubie et les lémurs catta ou maki, un bassin pour les manchots du Cap et des volières de faune aviaire du continent.
- La forêt : on y retrouve un vaste enclos dans lequel on peut circuler et admirer des cerfs de Virginie dans un milieu naturel.
- La serre indo-australienne : il s'agit de l'attraction principale du parc. Cette vaste serre de 2 500 m2 contient un parcours permettant de visiter la faune et la flore d'Australasie été comme hiver. Plusieurs espèces d'oiseaux et de mammifères s'y retrouvent : siamang, chat-pêcheur, loutre asiatique, grue, calao, loriquet (que l'on peut nourrir dans leur enclos), etc.
- La ferme : la petite ferme montre des alpacas, des poules, moutons, chèvres, cochons, chevaux miniatures, etc., dans une présentation orientée vers les enfants.

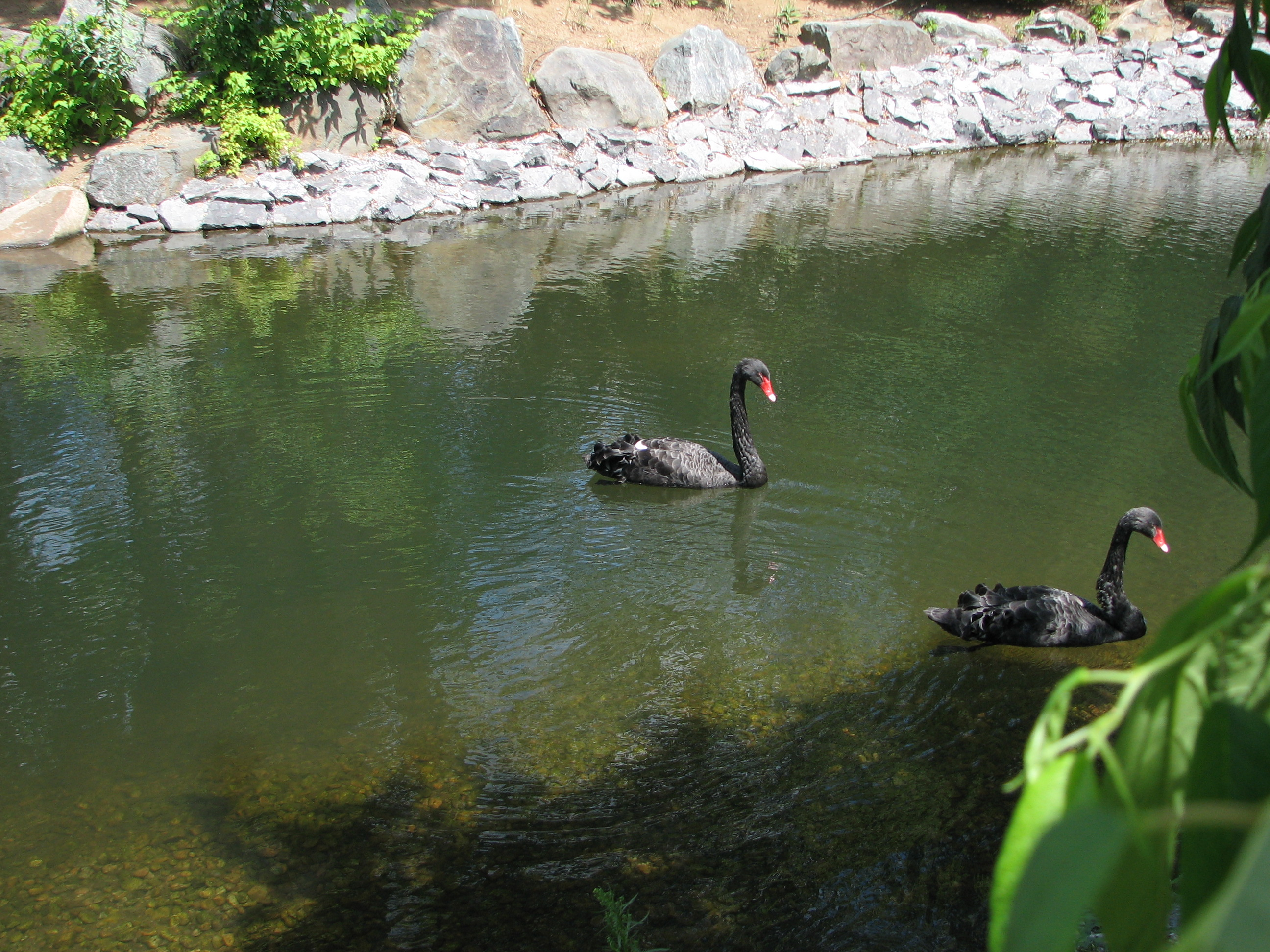
Cygnes noirs à l'entrée du zoo
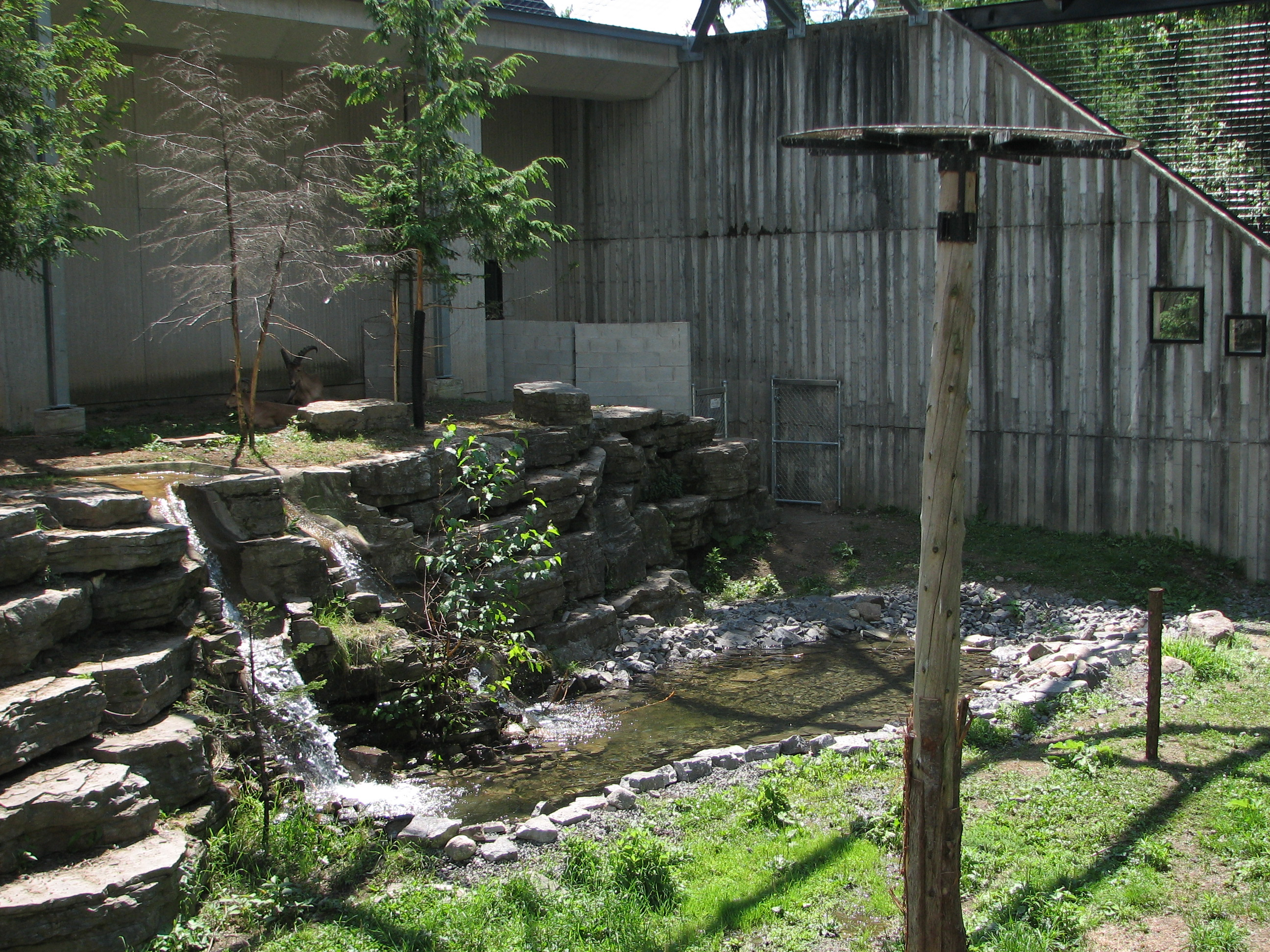
Une partie de l'enclos des bouquetins et des condors
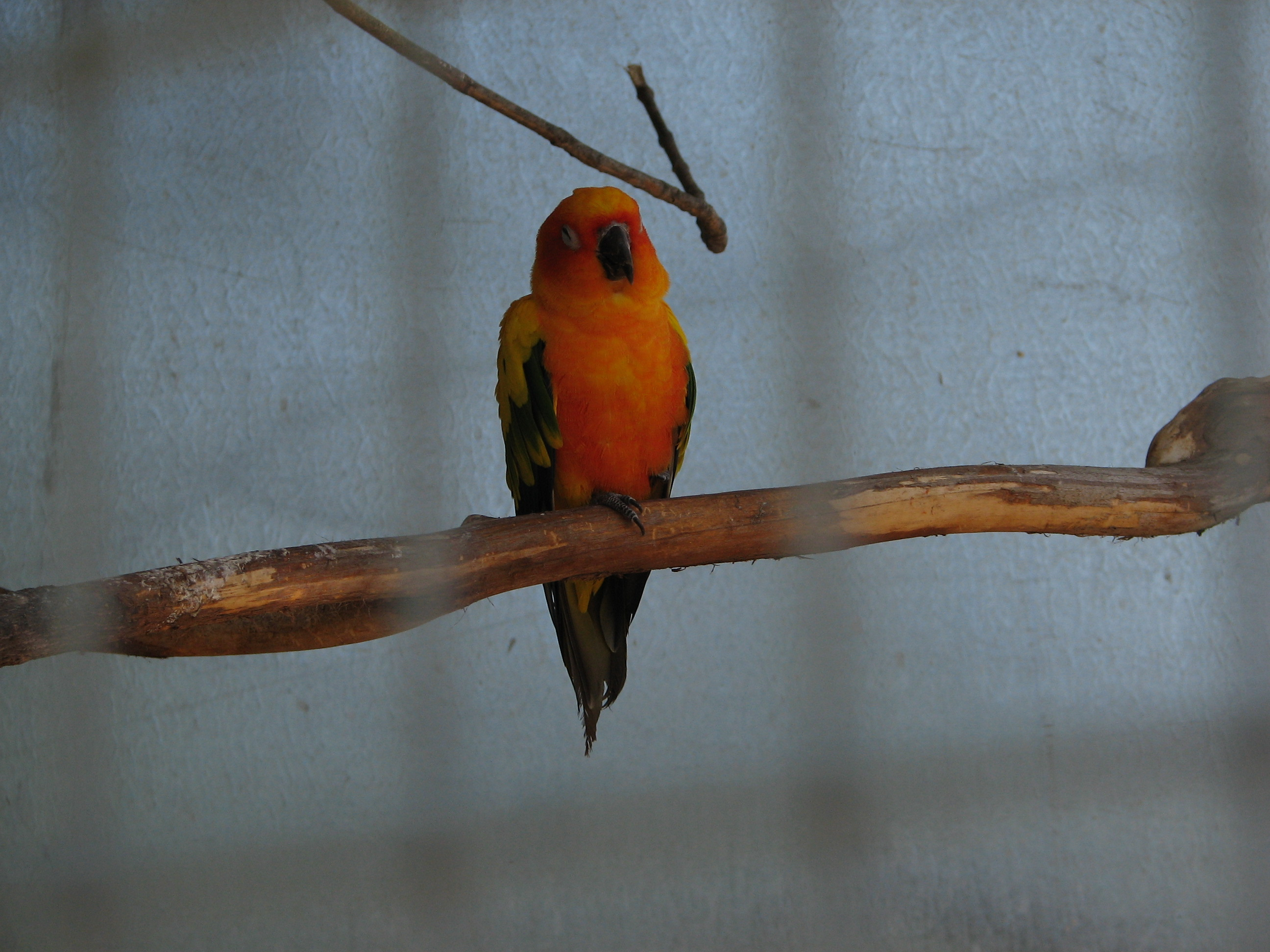
Conure soleil dans une volière du jardin de la fontaine
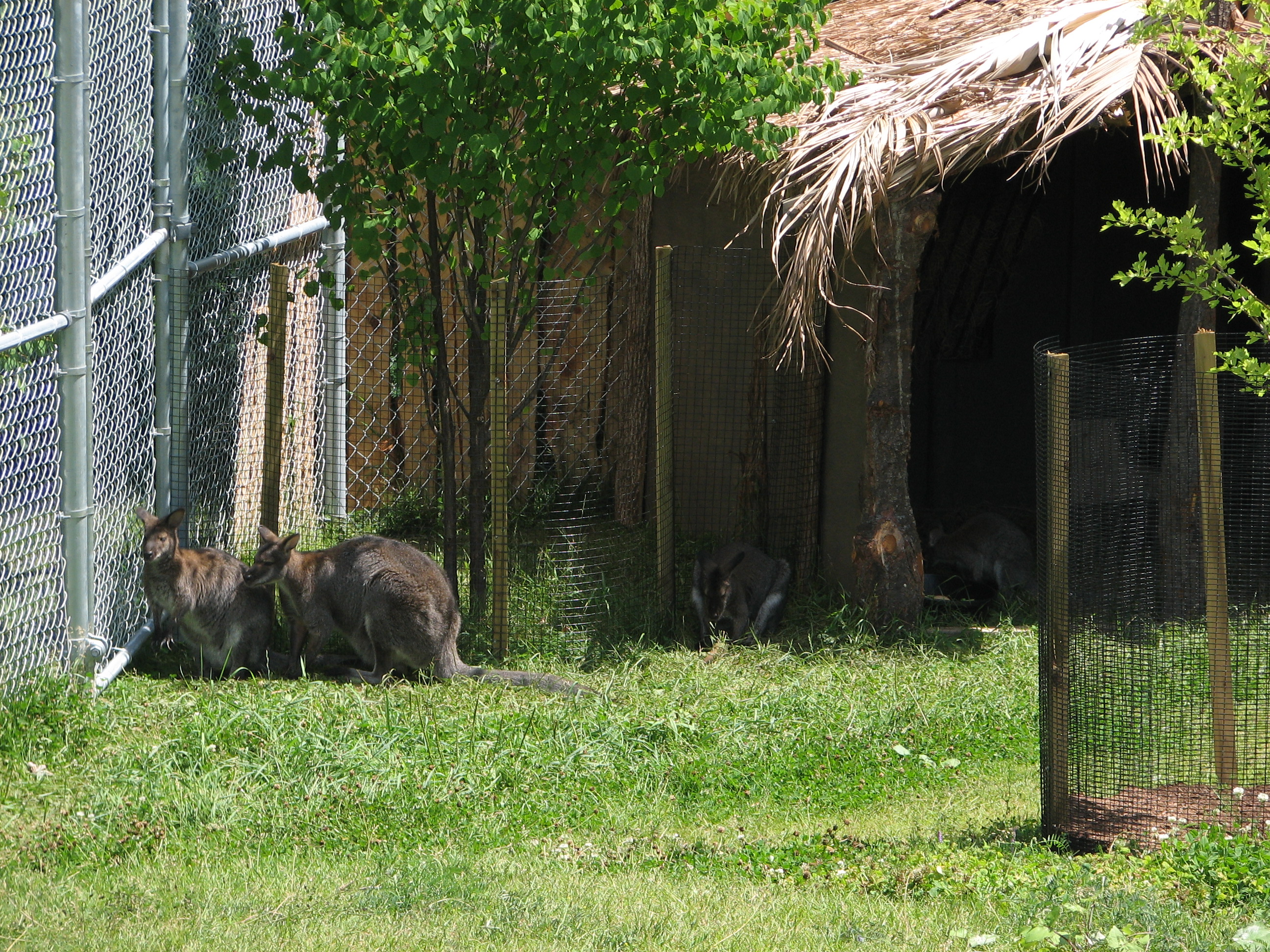
Une partie de l'enclos des wallabies
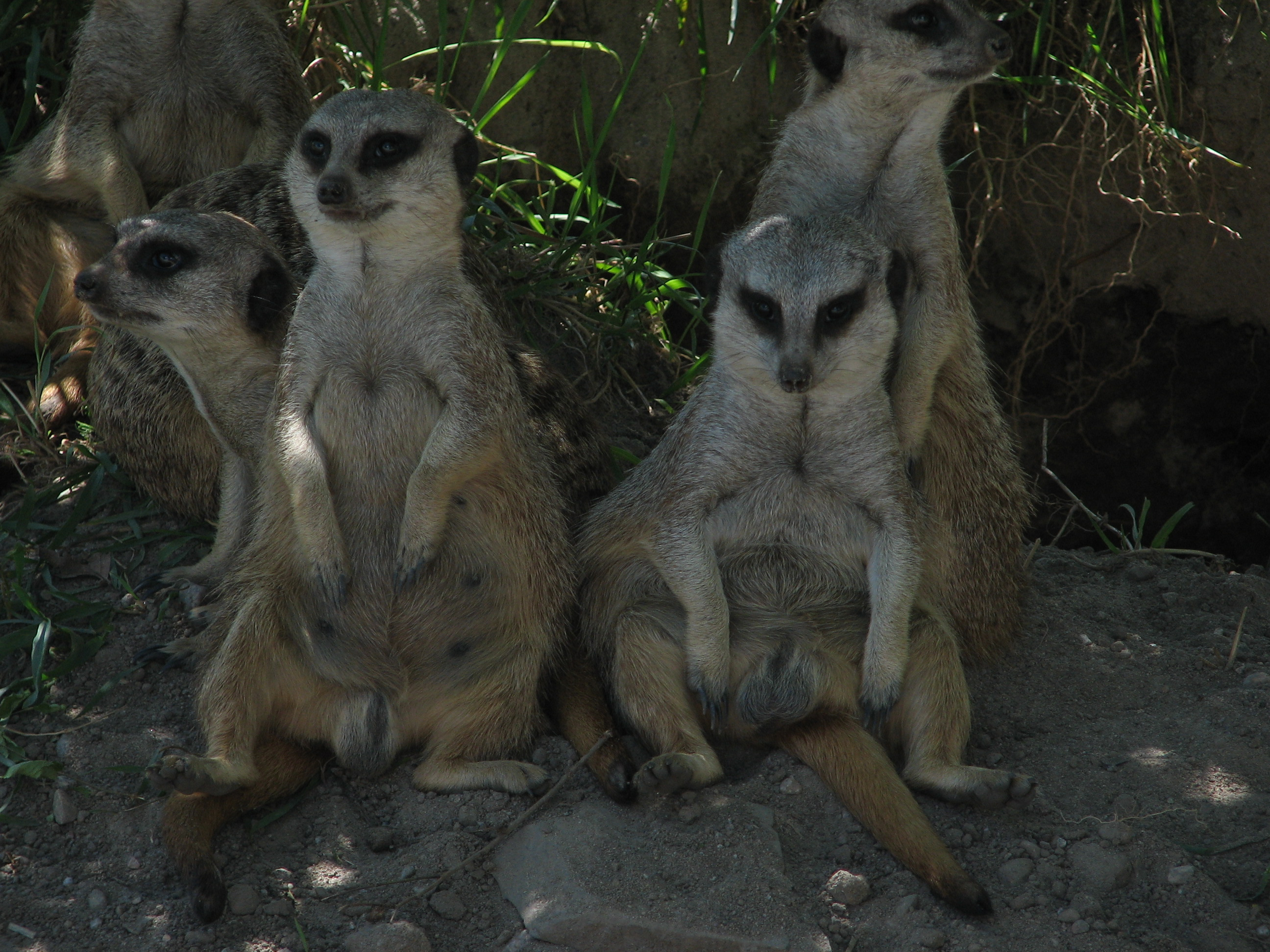
Quelques suricates prennent de l'ombre
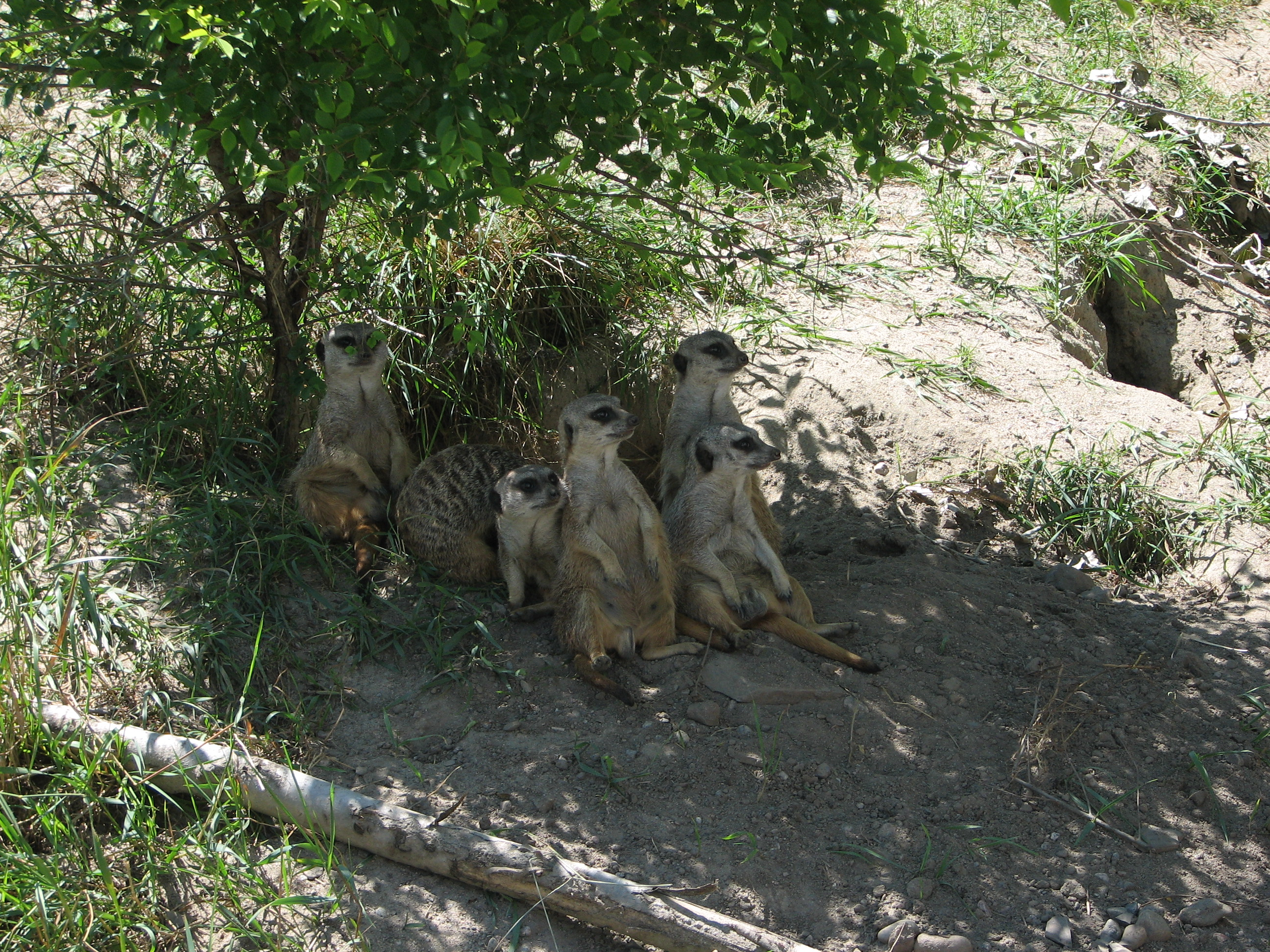
Encore des suricates
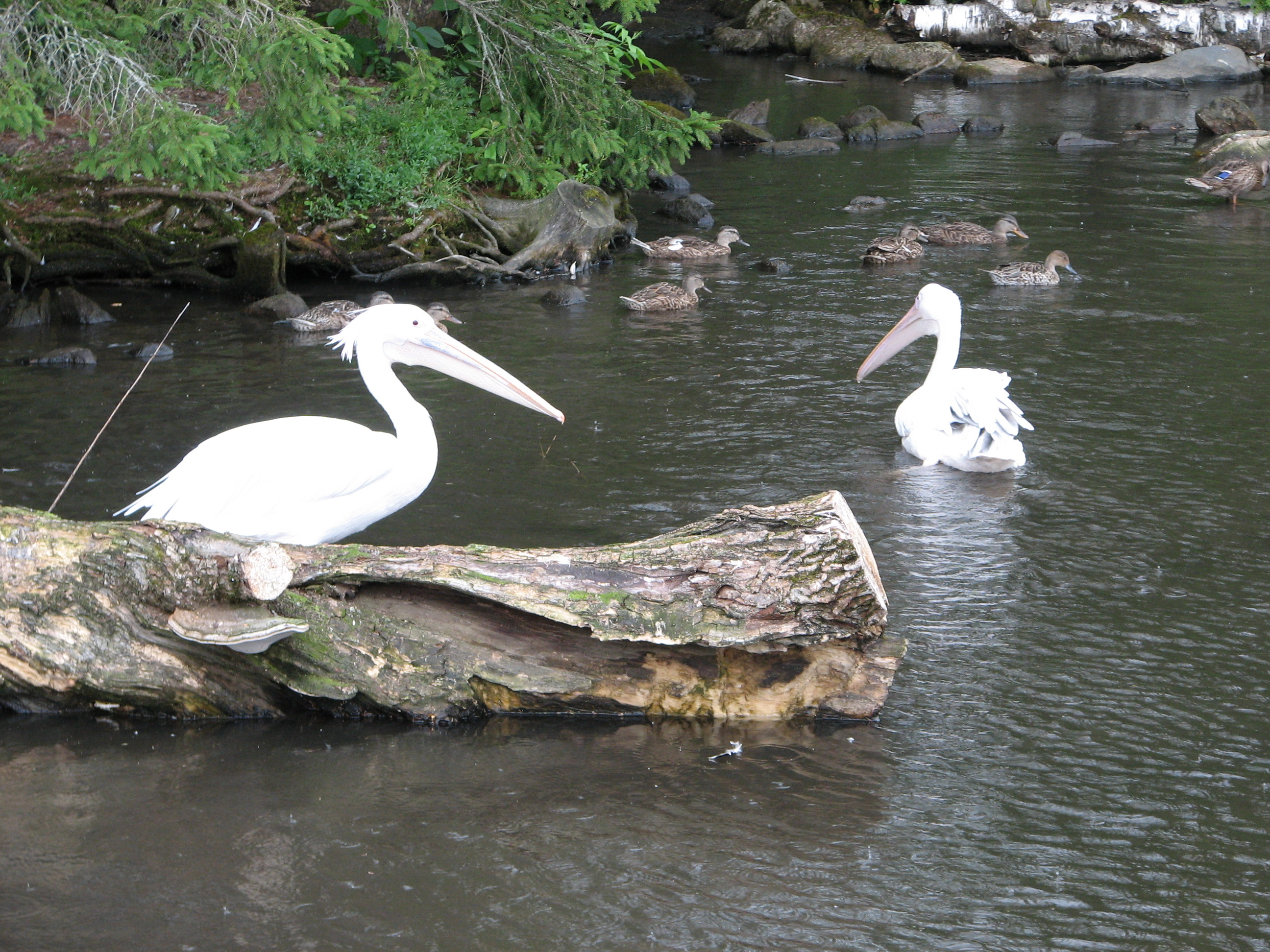
Pélicans blancs et canards sur la rivière du Berger

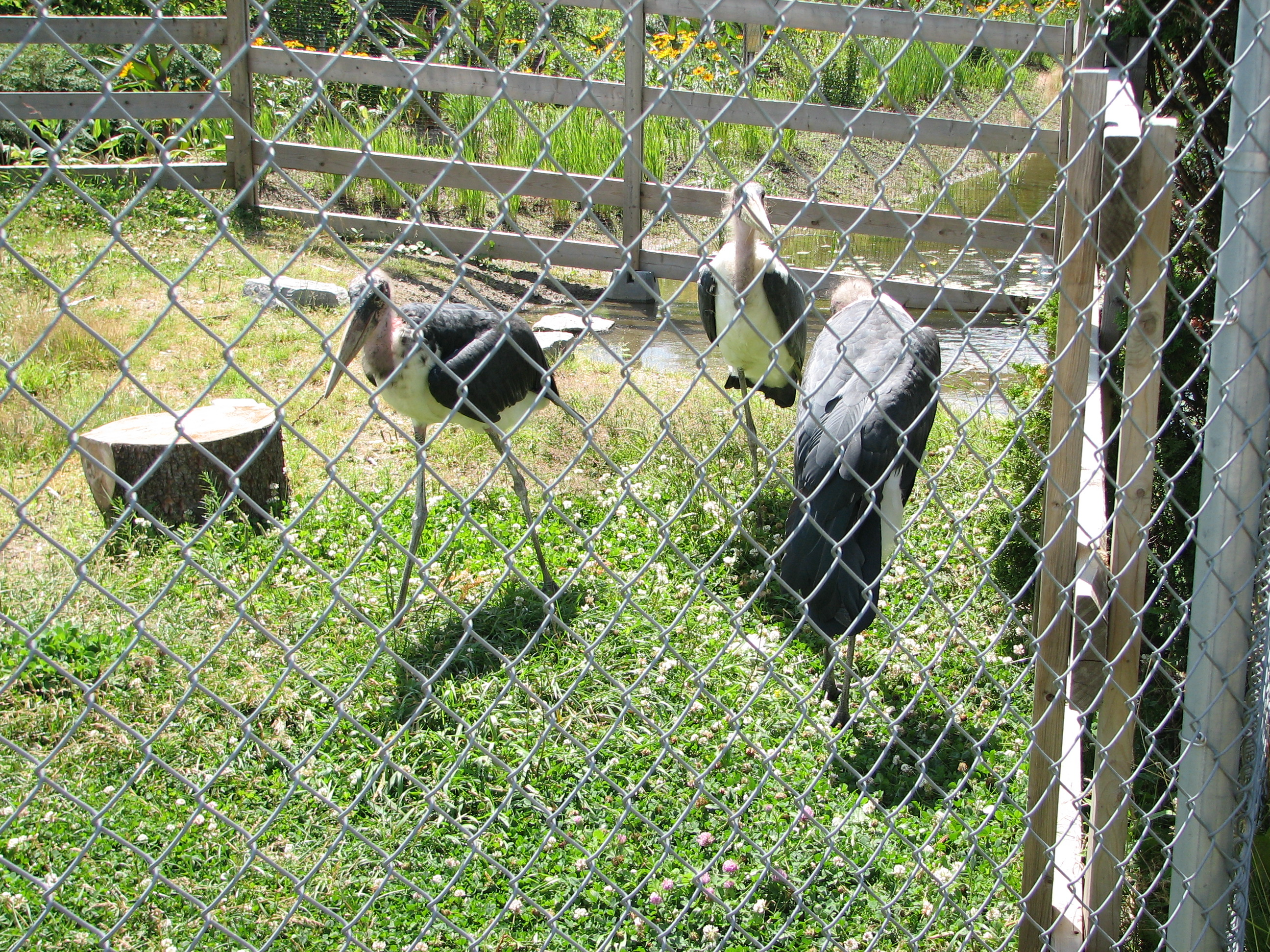
Une petite partie de la « volière » des marabouts
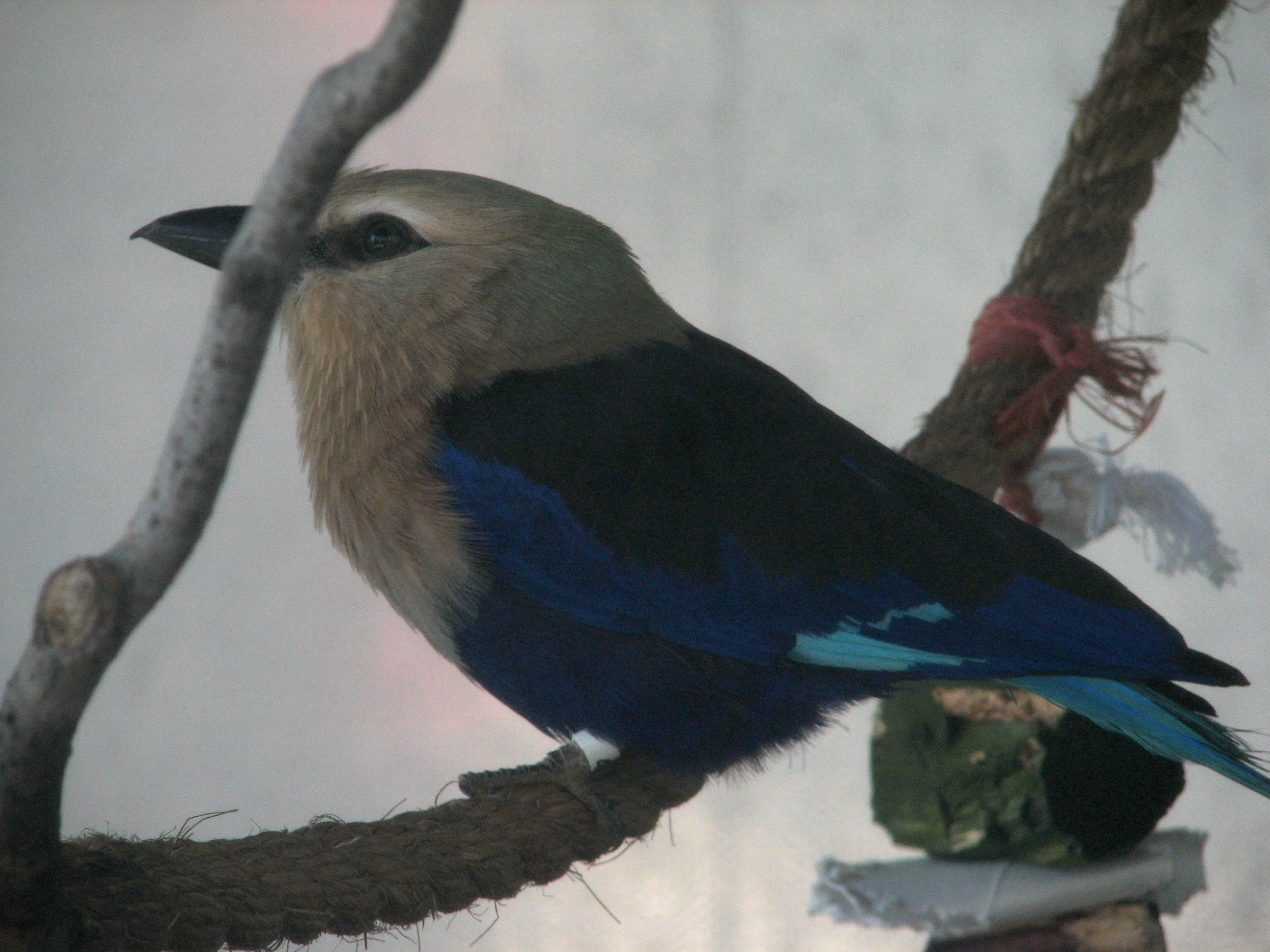
Martin-chasseur dans la serre indo-australienne
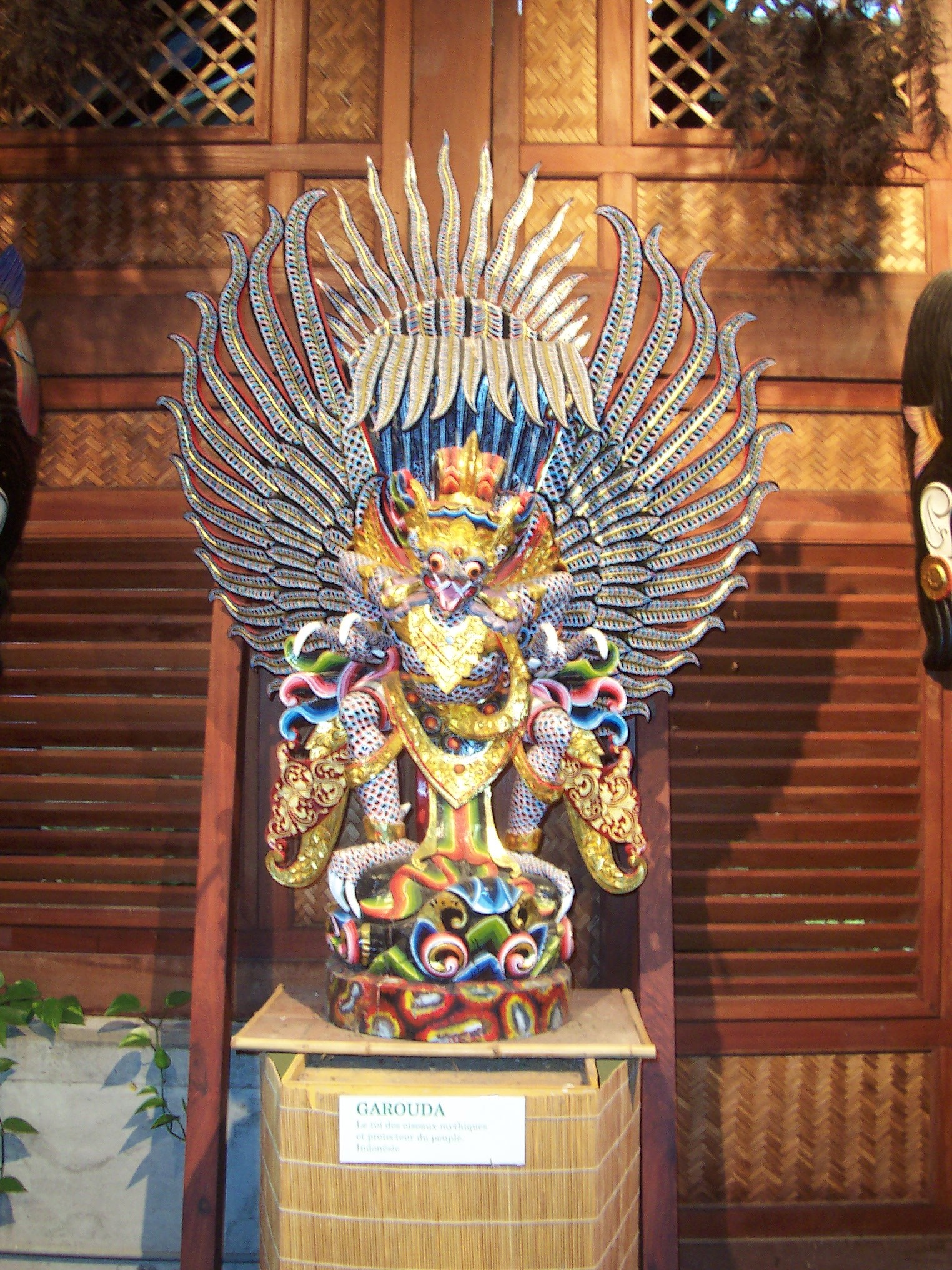
le dieu des oiseaux Garouda dans la serre indo-australienne.
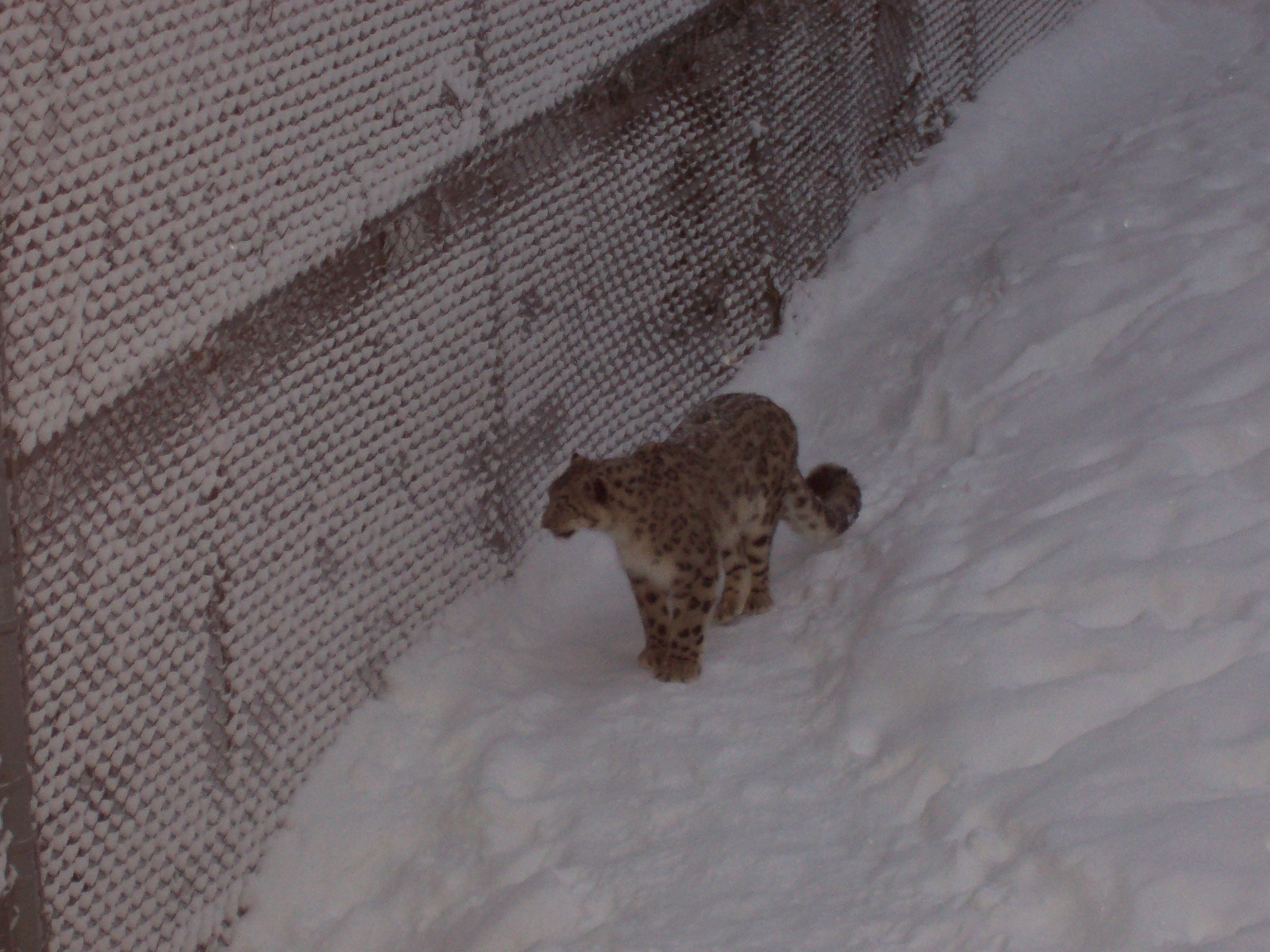
Une panthère des neiges
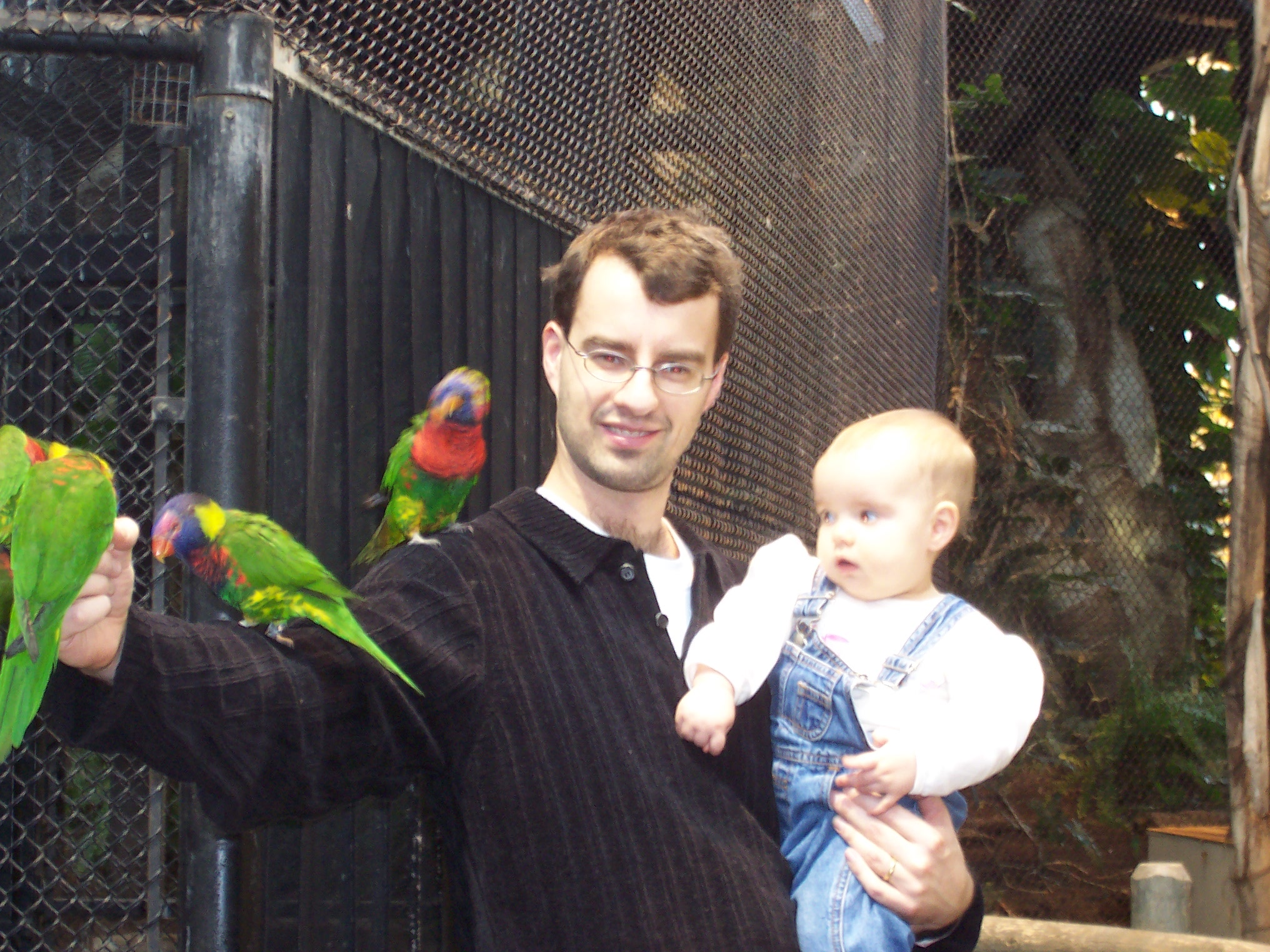
« L'expérience loriquet » dans la serre indo-australienne
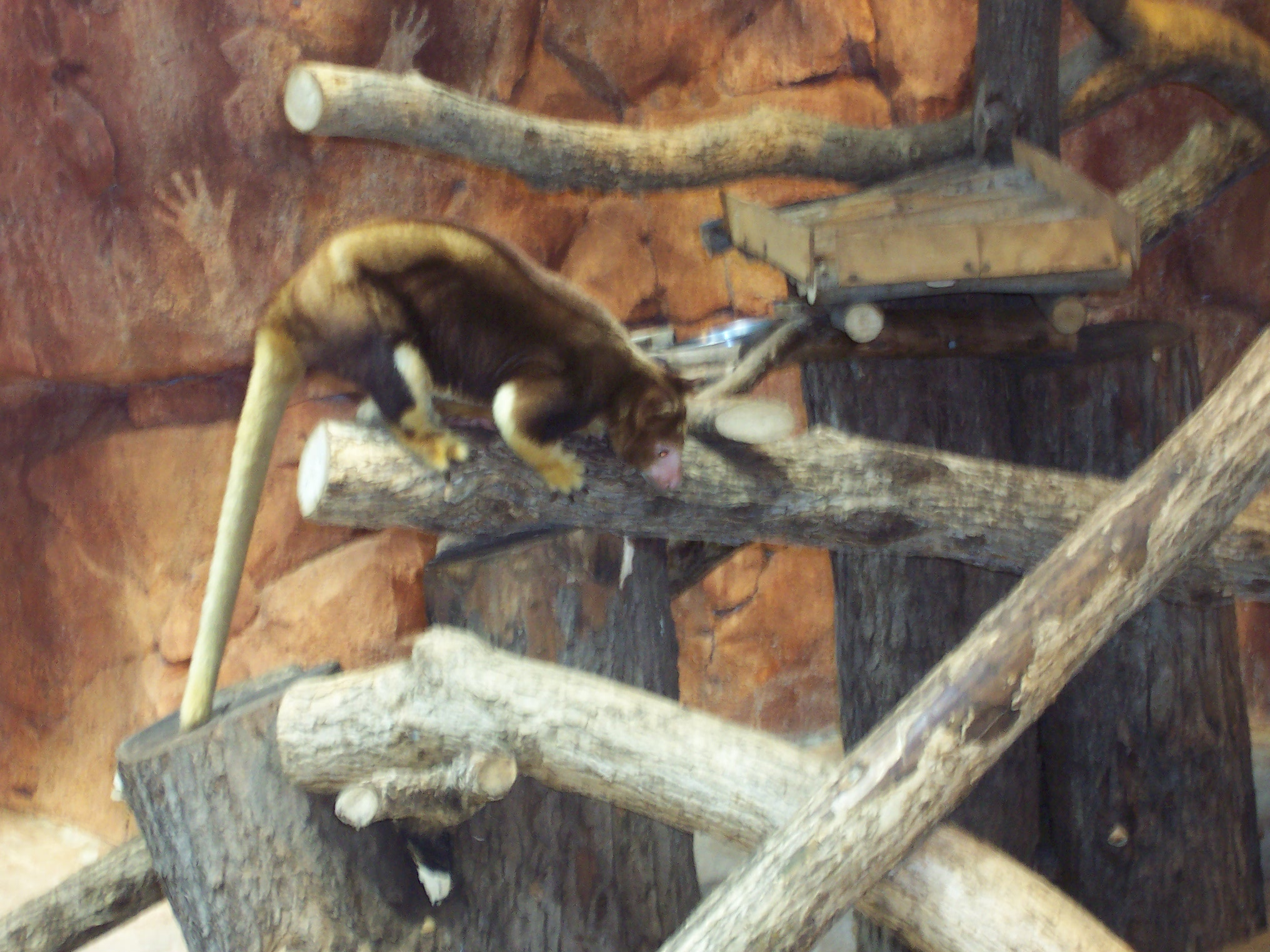
Dendrolague dans la serre indo-australienne
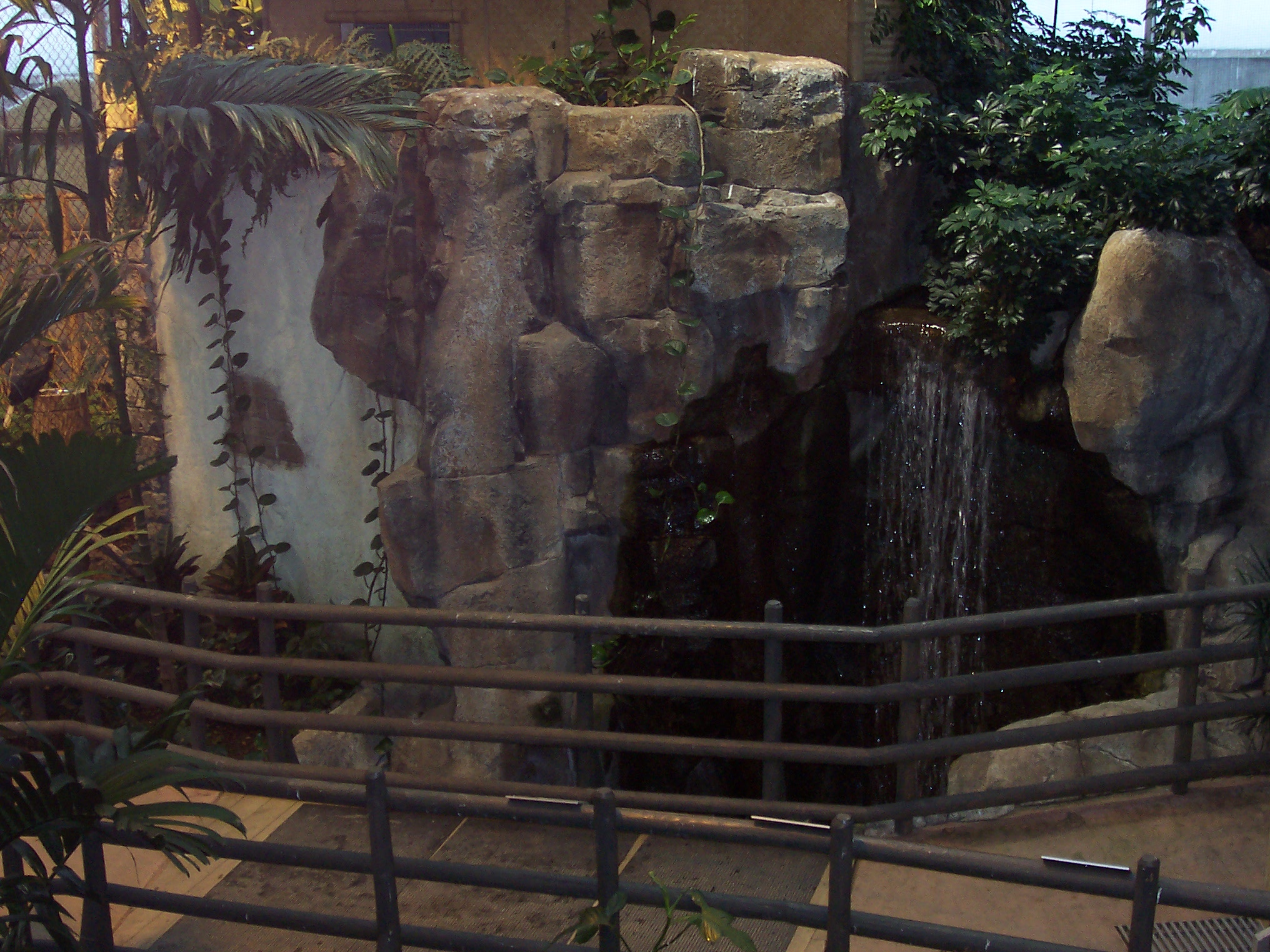
Chute d'eau dans la serre indo-australienne

### Activités
Tout au long de la journée, des spectacles et des animations sont présentés sur le site. Le principal, « Les ailes du monde », permet d'admirer des rapaces et autres oiseaux entraînés dans une agora en plein-air; on présente également les repas commentés  de différents animaux et les guides-animaliers présentent aux visiteurs des animaux avec lesquels ils peuvent entrer en contact  comme le paresseux et le boa constrictor. Des personnages se promènent sur le site, dont Jazoo, une mascotte à l'effigie d'un lémur.

## Personnalités liées au jardin zoologique
- Sylvio Brassard
- Raymond Cayouette

## Hommages toponymiques
- La rue Sylvio-Brassard a été nommée en l'honneur de l'architecte du Jardin zoologique, en 2006, dans la ville de Québec.
- La rue Thomas-Fortin a été nommée en l'honneur de celui qui fait partie du comité que le Gouvernement du Québec met sur pied en 1931 afin de choisir l'emplacement d'une ferme expérimentale où seraient perfectionnées les méthodes d'élevage d'animaux à fourrure et par l'installation du Jardin zoologique à ses côtés en 1932. La rue est située à Québec depuis 2011.
- L'avenue du Zoo a été nommée en l'honneur du Jardin zoologique, vers 1972, dans l'ancienne municipalité d'Orsainville, maintenant présente dans la ville de Québec.